# هايترد (لعبة فيديو)
هايترد (بالإنجليزية: Hatred)‏ ، هي لعبة فيديو إلكترونية من نوع إطلاق النار وإبادة جماعية، صدرت في الأسواق شهر يونيو سنة 2015م، وتعمل حصراً لنظام مايكروسوفت ويندوز ، وتدور القصة حول رجل مكروه يحمل رشاش كلاشنكوف ليقتل الناس الأبرياء في إحدى الأماكن بالولايات المتحدة، إضافة إلى ظهور رجال الشرطة وقوات الأمن (سوات) لمحاولة القضاء على القاتل المحترف.